# 메서슈미트 Bf 109
메서슈미트 Bf 109(독일어: Bayerische Flugzeugwerke 109)는 Bayerische Flugzeugwerke사의 메서슈미트 박사가 설계한, 나치 독일이 제2차 세계 대전에서 주력기로 썼던 전투기이다. 발음은 한국에선 비에프 일공구, 혹은 간단하게 백구라고도 불리며 영어권에선 0을 비슷한 형태의 알파벳 O로 치환해서 비에프 원오나인이라고 부른다. 본래 사용국인 독일에서는 메싸슈밋트 베 에프 아인훈데아트 너인이라고 발음한다. 34,248대가 생산되어 인류 역사상 가장 많이 생산된 전투기 기종이며 나치 독일군 전투기 중 가장 많이 생산되고 사용되었다. 또한 IL-2 슈트르모빅 소련제 공격기 다음으로 3번째로 많이 생산된 항공기이다(1위는 민간용 세스나 172이다). 모든 2차 세계 대전 독일 에이스들이 한번씩은 탄 전투기이며, 영국의 슈퍼마린 스핏파이어 전투기와 동등한 전투능력을 가졌다. 급강하폭격기와 폭격기 보호, 공수부대 운송기 엄호와 근접 공중전 참가의 역할을 맡았다. 한편으로는 Bf 109에 제트엔진을 달아보자는(Bf 109 TL) 의견이 나왔는데, Me 262 슈발베의 개발이 성공적으로 끝나면서 그 계획은 취소되었다.

## 역사
메서슈미트 Bf 109는 글라이더 조종사였던 빌리 메서슈미트가 설계하였다. 이 전투기는 1937년 첫 비행을 했고 에스파냐 내전과 바다사자 작전을 비롯해 영국 본토 항공전에서 활발한 활동을 펼쳤다. 제2차 세계 대전에서는 35,000대 정도 제작된 것으로 추정되고 있다. 전후 수급이 불가능해진 독일제 엔진 대신 영국제 멀린 엔진을 장착한 히스파노-수이자 Ha-1112가 1961년까지 스페인에서 면허생산되었으며, 이는 현재 비행 가능한 Bf 109중 많은 수를 차지하고 있다.

## 활약
메서슈미트 Bf 109는 에스파냐 내전과 제2차 세계 대전 초기에는 타국의 주류 기체에 비해 압도적으로 뛰어난 성능으로 명성을 얻었다. 1940년 영국 공군의 슈퍼마린 스핏파이어가 나온 후에도 Bf 109의 성능우세는 유지되었다. 1942년에 들어서야 이 성능우세는 흔들리기 시작했고, 결국 1943년 경에는 연합군의 신예기 배치와 함께 잃어버리게 된다. 영국 본토 항공전 이후 연합군의 전략폭격을 방어하기 위해 폭격기 요격에 초점을 맞추며 손실또한 크게 늘어나 전투기 교환비도 나빠진다. 1943년 이후에는 미국 공군의 전략폭격기들을 호위하는 P-47 썬더볼트, P-51 머스탱 등의 전투기들을 상대하는 것이 주 임무가 되었기에 고고도 전투용 G-1형이 개발과 동시에 생산되었다. 그러나 1944년이 되어서야 성능 우세를 되찾았지만, 수적으로 크게 열세였던 Bf 109는 결국 공중 우세를 회복하지 못하고 독일 상공의 제공권을 연합군에게 넘겨주게 된다.
반면 동부전선에서는 대활약을 했다. 소련의 MiG-3같은 전투기들도 아주 쉽게 격추시켰기에, 에리히 하르트만과 같이(314기 격추) 전설적인 에이스들을 배출했다. 동부전선에서는 보통 폭격기 대신 전투기들끼리 싸웠기에 중고도 전용 G-2형이 개발, 그리고 생산되었다. 그래서 제2차 세계대전 항공기 에이스들을 보면 대부분 독일인들이다.(엄밀히 말하자면 미군들 같은경우, 에이스가 되면 신입 조종사들을 모집하러 가야 됬는데, 독일은 그럴 여유가 없으니까 에이스가 되어도 일단 죽을때까지 고문  굴렸기 때문에 300이상 격추가 가능했던 것이다)

## 같이 보기
- 호커 허리케인
- 하인켈 He 100
- 3식 전투기
- 미코얀-구레비치 MiG-3
- P-51 머스탱
- 슈퍼마린 스피트파이어
- 야코블레프 Yak-1